# Cantó de Criquetot-l'Esneval
El cantó de Criquetot-l'Esneval és un cantó francès del departament del Sena Marítim, situat al districte de Le Havre. Té 21 municipis i el cap és Criquetot-l'Esneval.

## Municipis
- Angerville-l'Orcher
- Anglesqueville-l'Esneval
- Beaurepaire
- Bénouville
- Bordeaux-Saint-Clair
- Criquetot-l'Esneval
- Cuverville
- Étretat
- Fongueusemare
- Gonneville-la-Mallet
- Hermeville
- Heuqueville
- Pierrefiques
- La Poterie-Cap-d'Antifer
- Sainte-Marie-au-Bosc
- Saint-Jouin-Bruneval
- Saint-Martin-du-Bec
- Le Tilleul
- Turretot
- Vergetot
- Villainville

## Història
| Data d'elecció                           | Identitat           | Partit                       | Qualitat |
| ---------------------------------------- | ------------------- | ---------------------------- | -------- |
| 1945-1973                                | Georges Chedru      | RI                           |          |
| 1973-2011                                | Charles Revet       | RI, després UDF, després UMP |          |
| 2011-                                    | Bertrand Lefrançois | Divers droite                |          |
| les dades anteriors no són pas conegudes |                     |                              |          |
|                                          |                     |                              |          |

## Demografia
| A partir de 1990: Població sense dobles comptes |